# Revolución comunera de Paraguay
Se conoce como Revolución comunera al cabildo realizado en la ciudad de Asunción en el año 1717 en contra del gobernador de la provincia del Paraguay de aquel entonces, don Diego de los Reyes Balmaceda, quien fue acusado de una serie de irregularidades en su gobierno por los pobladores de Asunción. Este acontecimiento cobró una enorme importancia debido a sus consecuencias posteriores, ya que incluso se lo enmarca dentro de los antecedentes del proceso de independencia del Paraguay.

## Antecedentes
Las Revoluciones de los Comuneros paraguayos partían del interés de oponerse a las limitaciones de la Corona española respecto a la explotación de los súbditos españoles a los súbditos indígenas. El precedente principal del término "comuneros" es la Guerra de las Comunidades de Castilla (donde no había explotación de indígenas), con la insurrección de ciudades como Toledo, Ávila, Madrid, Segovia y Valladolid, entre otras, donde dirigentes como Padilla, Bravo y Maldonado hicieron frente a las regulaciones del Emperador Carlos V en 1521. La llamada Revolución de los Comuneros en América no surgió sino unos años después.

## Primera Revolución Comunera
En 1537, a raíz de la muerte del Primer Adelantado del Río de la Plata, don Pedro de Mendoza, la corona dictó la Real Cédula del 12 de septiembre de 1537, que determinaba que, en caso de la muerte de su lugarteniente y sucesor Juan de Ayolas, quedaría a cargo un gobernador elegido por el voto de los habitantes. Ésta Real Cédula sería utilizada indefinidamente por la lejana y olvidada Asunción, capital del Paraguay para elegir a sus gobernantes. Es así, que una vez arribado en 1542, el Segundo Adelantado del Río de la Plata, don Alvar Núñez Cabeza de Vaca, y luego de un breve período de mandato donde intentó que se acataran las Leyes Nuevas que afectaban a los encomenderos, fue depuesto en 1544, arrestado y enviado a España en una nave llamada Comuneros, siendo reelegido Domingo Martínez de Irala por voto popular, siguiendo las reglas de la Real Cédula del 12 de septiembre de 1537.

## Disputas entre 1649 y 1650
Aquel espíritu emancipista de los súbditos españoles despierta en la América Guaranítica de 1649, en una prolongada disputa por el control de los servicios de los súbditos indígenas y de los recursos, en un bando acaudillado por fray Bernardino de Cárdenas -fraile franciscano y en ese entonces Obispo de Asunción-, que se enfrentó al otro bando de la Compañía de Jesús, con su ejército de indígenas, siendo finalmente expulsado de las Misiones en el año 1650. Fray de Cárdenas más tarde diría: "...Ellos levantaron la voz que suele ser la de Dios, la del pueblo entero... VOX POPULI, VOX DEI...".

## Segunda Revolución Comunera
Luego de poco más de medio siglo de tensa calma, en el año 1717, y por motivaciones completamente diferentes, la población de Asunción se convierte en la primera colonia en reclamar la ilegalidad del mandato de un gobernador. Diego de los Reyes Balmaceda, cuyo nombramiento contrariaba la ley de 1680 (Impedimento de Vecindad) que prohibía nombrar gobernadores a los vecinos de los pueblos que habían de gobernar, amparado en la anormalidad, actuó arbitrariamente apresando a destacados ciudadanos, urdiendo tramas conspiratorias para respaldar sus abusos. Estos maltratos llegaron a oídos de la Audiencia de Charcas, que dispuso la apertura de un proceso. El juez García Miranda, ordenó la libertad bajo fianza de los aprehendidos, pero sorprendentemente Reyes Balmaceda no sólo, no liberó a los detenidos, sino que los castigó con apremio, como así, también sin causa alguna, arremetió contra la comunidad de indios payaguaes, habitantes pacíficos de las cercanías de la Asunción.
Entre algunas acusaciones formuladas por los vecinos de Asunción contra el gobernador se citan: carecer de la Dispensa de Naturaleza para ejercer gobernación de la provincia; llevar una guerra innecesaria a las tolderías de los payaguá causándoles gran mortandad; tener ocupados a 200 indígenas en el laboreo de la yerba mate más tiempo de lo debido, sin las compensaciones establecidas en Las Leyes Nuevas de 1542; establecer impuestos sin estar autorizado para ese fin; comerciar con extranjeros portugueses pese a la prohibición y abusar de su influencia para adjudicarse beneficios en el tráfico fluvial; interceptar los caminos que conducen a Charcas y mantener prisioneros a respetables vecinos de la provincia 
Al tener conocimiento de estos nuevos hechos, el Juez García Miranda reconociendo su impotencia en la dirección del proceso, renuncia a la comisión a él otorgada. La Audiencia intima a Reyes, ordenándole entregar su: "dispensa de naturaleza en el término de una hora y de no ser así será depuesto". Pero Reyes no claudica, desoye la voz popular e insulta al Cabildo y a la propia Audiencia.
La Audiencia de Charcas nombra como nuevo Juez a José de Antequera y Castro, nacido en la Ciudad de Panamá, quien había ejercido en España la profesión de Abogado, y lo envía al Paraguay con el cargo de fiscal protector de la Audiencia de Charcas. Después de comprobar las irregularidades cometidas por Reyes, y de acuerdo a las instrucciones de la Audiencia, Antequera y Castro tomó posesión interinamente del cargo de Justicia Mayor de la Provincia, y prosiguió con el proceso iniciado al depuesto gobernador, pero éste huye a Buenos Aires. Desde su refugio, Reyes consigue el apoyo de la Compañía de Jesús quienes interceden ante el Virrey y éste, contrariando todas las disposiciones legales y pasando sobre la autoridad de la Audiencia de Charcas, ordena su reposición en el cargo. La Audiencia retiene el despacho para informar previamente al Virrey la veracidad de los hechos, pero éste no entiende de razones y remite un duplicado. Reyes regresa de Buenos Aires y se instala en las Misiones en donde las reducciones lo reconocen como autoridad. La Audiencia le intima se dé por detenido, él contesta refiriendo que la orden del Virrey tiene más fuerza. El Cabildo se reúne. Estalla la Revolución Comunera.
La Asunción se divide en dos bandos opuestos. Por un lado el poder civil y la ley misma, representados por el Cabildo que ya había nombrado gobernador a Antequera, cuya admiración en los senos populares no podía ser más alta, y por el otro la autoridad absoluta representada por el Virrey Zabala, quien era apoyado por las Misiones. El Virrey ordena que Antequera sea sometido a juicio y comisiona al Teniente de Buenos Aires García Ros a exigir el cumplimiento de dicha disposición hasta por medio de la fuerza si fuese necesario, para ello lo pone al mando de un contingente de indios de las Misiones. Los pobladores del Paraguay al tener conocimiento de la fuerza armada en camino, resuelven enfrentarla, sin embargo García Ros viéndose incapacitado para afrontar dicha lucha con un margen de éxito, resuelve retroceder sobre sus pasos. 
La rebeldía comunera ya constituía un grave problema para el Virrey, y para intentar sofocarla dispone la alineación de un refuerzo de 2000 guaraníes de las Misiones nuevamente al mando de García Ros. Este avanza hasta el río Tebicuary en la batalla de Tebicuary el 25 de agosto de 1724 donde es derrotado en manos del pueblo que había acudido en masas para sostener las armas. Antequera seguido de los principales caudillos entró y saqueó algunos pueblos compañía de Jesús, ocasión por la cual es proclamado "Padre y Defensor de la Patria".El Cabildo de Asunción declara la guerra al gobierno de Buenos Aires. La revolución sin embargo afronta dos guerras. Una que enfrentaba al nuevo ejército de García Ros que ya había organizado 6000 guaraníes de las Misiones y se acercaba a Asunción, y la otra la guerra de recursos que sufría la enclaustrada población.
Ya impotente, el Cabildo capitula ante la autoridad del nuevo Virrey, José de Armendáriz, I marqués de Cartelfuerte, quien había enviado a Zavala a intermediar para la pacificación de la provincia, así también ordena la captura de Antequera, quien huye a Córdoba y finalmente termina engrillado en la cárcel de Lima en 1726, condenado a la decapitación.
En prisión, Antequera conoce a Fernando de Mompox a quien derrama el fervor del ideal revolucionario. Este logra huir del cautiverio y se refugia en Chile, luego pasa a la Argentina y después al Paraguay en donde contagiado por el espíritu de los pobladores se convierte en líder e intenta seguir la obra de Antequera. Él había anunciado que: "La voluntad del común no reconoce superior; la autoridad de los comunes es permanente, elemental e inalineable". La revolución continúa, el pueblo no acepta la autoridad del nuevo gobernador, Soroeta, a quien se le exige el abandono de la provincia, mientras por inspiración de Mompox se elige una junta gubernativa cuyo presidente recibió el nombre de "Presidente de la Provincia del Paraguay". El elegido es Jose Luis Barreiro, pero éste traiciona a la revolución y arresta a Mompox, lo envía a Buenos Aires en donde es procesado por Zabala. Ya condenado a muerte, camino a las rejas de Lima escapa nuevamente y se esconde para siempre en selvas brasileñas.
La traición de Barreiro a la revolución provocó revueltas y levantamientos populares y este no tiene más remedio que huir a Misiones dejando atrás una Asunción en completo caos. Mientras, en Lima un balazo ciega la vida de Antequera y Castro, frente a la horca, en medio de todo un pueblo amotinado en protesta del cumplimiento de su condena y en previsión de un posible triunfo de los rebeldes. La intervención armada aplacó duramente a los protestantes en marzo de 1753.
Algunas medidas extremas que Zavala aplicó a la provincia fueron: la muerte por horca y descuartizamiento de varios comuneros, y el destierro con la confiscación de sus bienes a otros rebeldes; dictó una sentencia declarando que la Real Cédula del 12 de septiembre de 1537 nunca estuvo en vigencia y que su uso siempre había sido ilícito, pues no se hallaba asentada en la Recopilación de 1680; ordenó la cesantía de los Corregidores del Cabildo vinculados con los comuneros, y llenó los cargos vacantes con partidarios del Virrey; se prohibió absolutamente toda reunión o junta de personas en cualquier lugar de la provincia, bajo pena de ser declarados conspiradores y condenados a la pena capital y perdida de bienes; la obligación de todas las personas de cualquier sexo, calidad o estado de acatar, respetar y reverenciar las Órdenes Reales, con advertencia de severos castigos. Sumado a esto, en 1739 el mandato de la Audiencia de Charcas de restaurar el Puerto Pinasco en provincia de Santa Fe, mediante el cual los barcos paraguayos eran obligados a desenbarcar a mitad de camino; las mercaderías eran gravadas con altos impuestos y eran obligadas a ser transportadas mediante carretas hasta Buenos Aires
En el Paraguay reinó la anarquía por años, el Virrey sucede una lista de gobernadores interinos quienes son apoyados por los jesuitas pero no por la revolución, librándose intensas batallas como la de Guayaibiti donde muere el gobernador Agustín de Ruiloba expresando los comuneros "Viva el Rey, muera el mal gobierno", acto seguido por el cual invocan a la Real Cédula de 1537 y proclaman al obispo de Buenos Aires, fray Juan de Arregui como gobernador de la provincia (un franciscano que defendió desde inicios la causa comunera) pero poco tiempo después el mismo dejó el mando en manos de los revolucionarios para dirigirse a su sede episcopal. Finalmente los comuneros son contenidos en la batalla de Tobatí en enero de 1735 por Zabala con un ejército compuesto por los mejores soldados del Plata y 8000 guaraníes de las Misiones.
Más los principios comuneros se habían forjado y continuaron latentes, en silencio, en la mente de todo el pueblo. "El Rey y sus representantes no pueden obrar arbitrariamente, fuera del derecho natural. El poder debe ser delegado por el pueblo y todo mandatario es responsable ante él". Estos ideales hacen estallar revoluciones en Corrientes y en Nueva Granada pero también son sostenidas.